# Вестмонт (Илиноис)
Вестмонт (енгл. Westmont) град је у америчкој савезној држави Илиноис.

## Демографија
По попису из 2010. године број становника је 24.685, што је 131 (0,5%) становника више него 2000. године.
| Група             | 2000.          | 2010.          |
| Белци             | 18.193 (74,1%) | 16.274 (65,9%) |
| Афроамериканци    | 1.321 (5,4%)   | 2.140 (8,7%)   |
| Азијати           | 2.935 (12,0%)  | 3.089 (12,5%)  |
| Хиспаноамериканци | 1.714 (7,0%)   | 2.757 (11,2%)  |
| Укупно            | 24.554         | 24.685         |